# Agylla nepalica
Agylla nepalica là một loài bướm đêm thuộc phân họ Arctiinae, họ Erebidae.